# Karel Nebert
Karel Nebert (11. ledna 1890 Rouchovany – 27. února 1978 Freiburg) byl český hudebník, skladatel a kapelník.

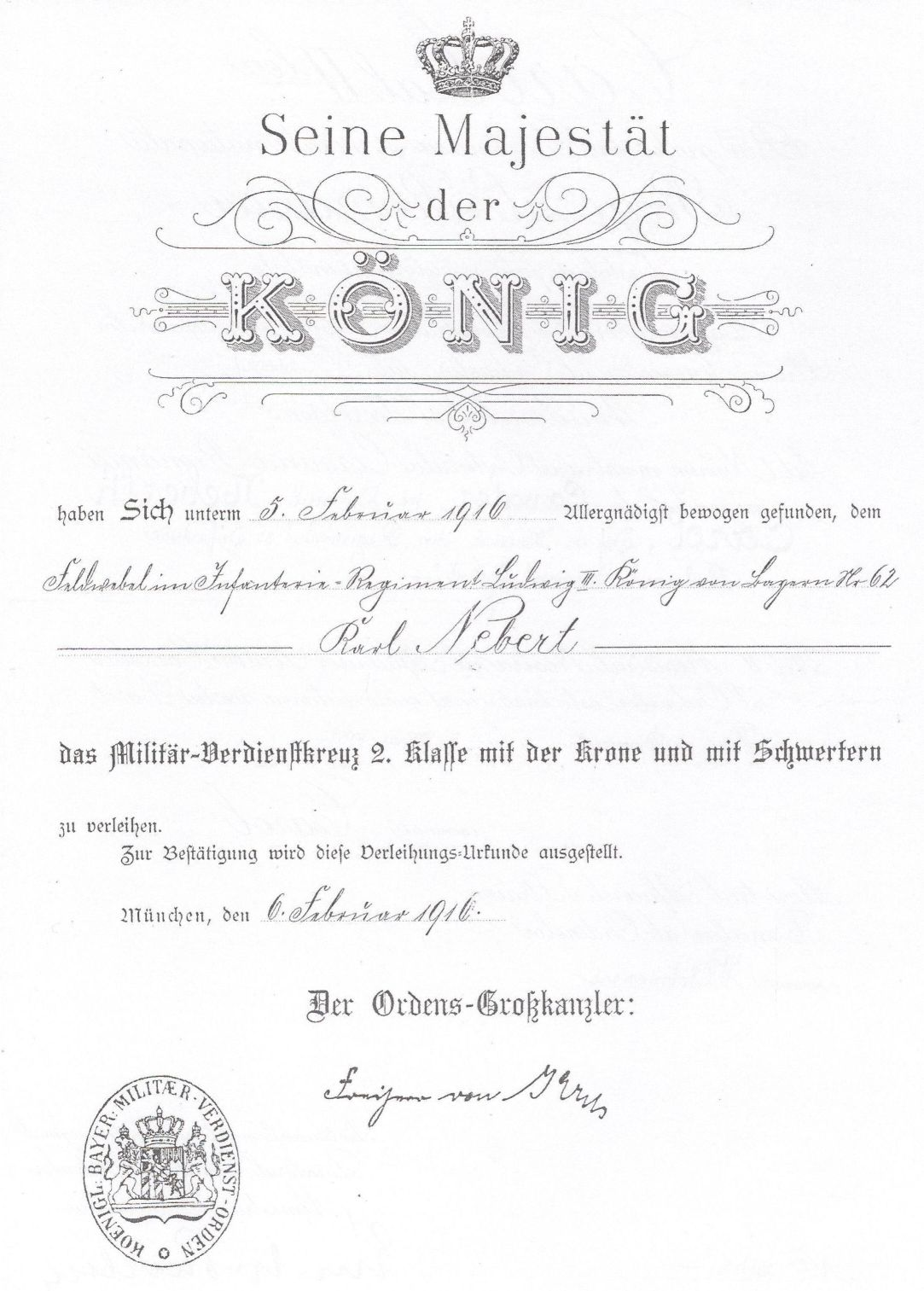
vyznamenání od Ludvíka III.

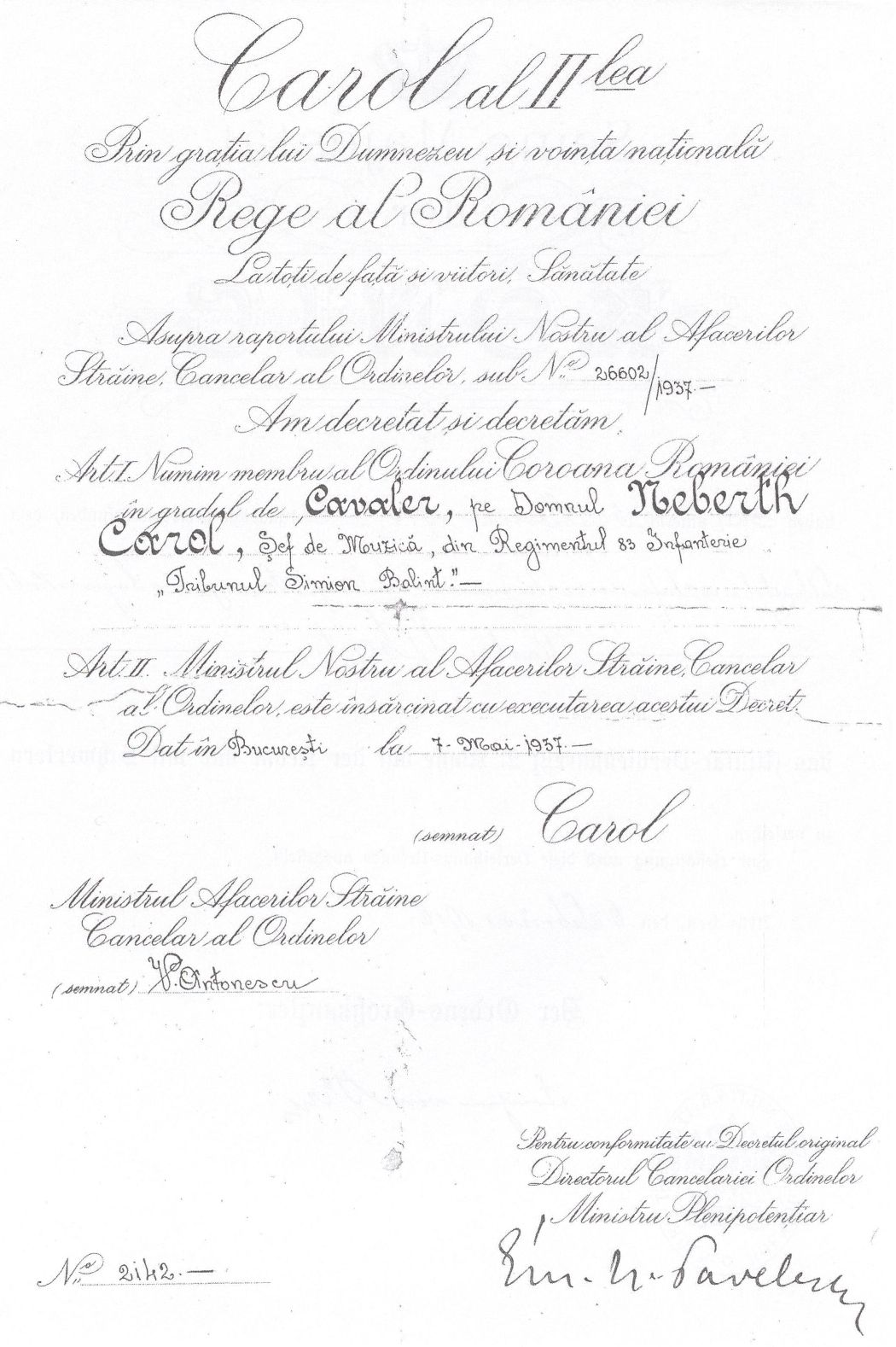
vyznamenání od Carola II.

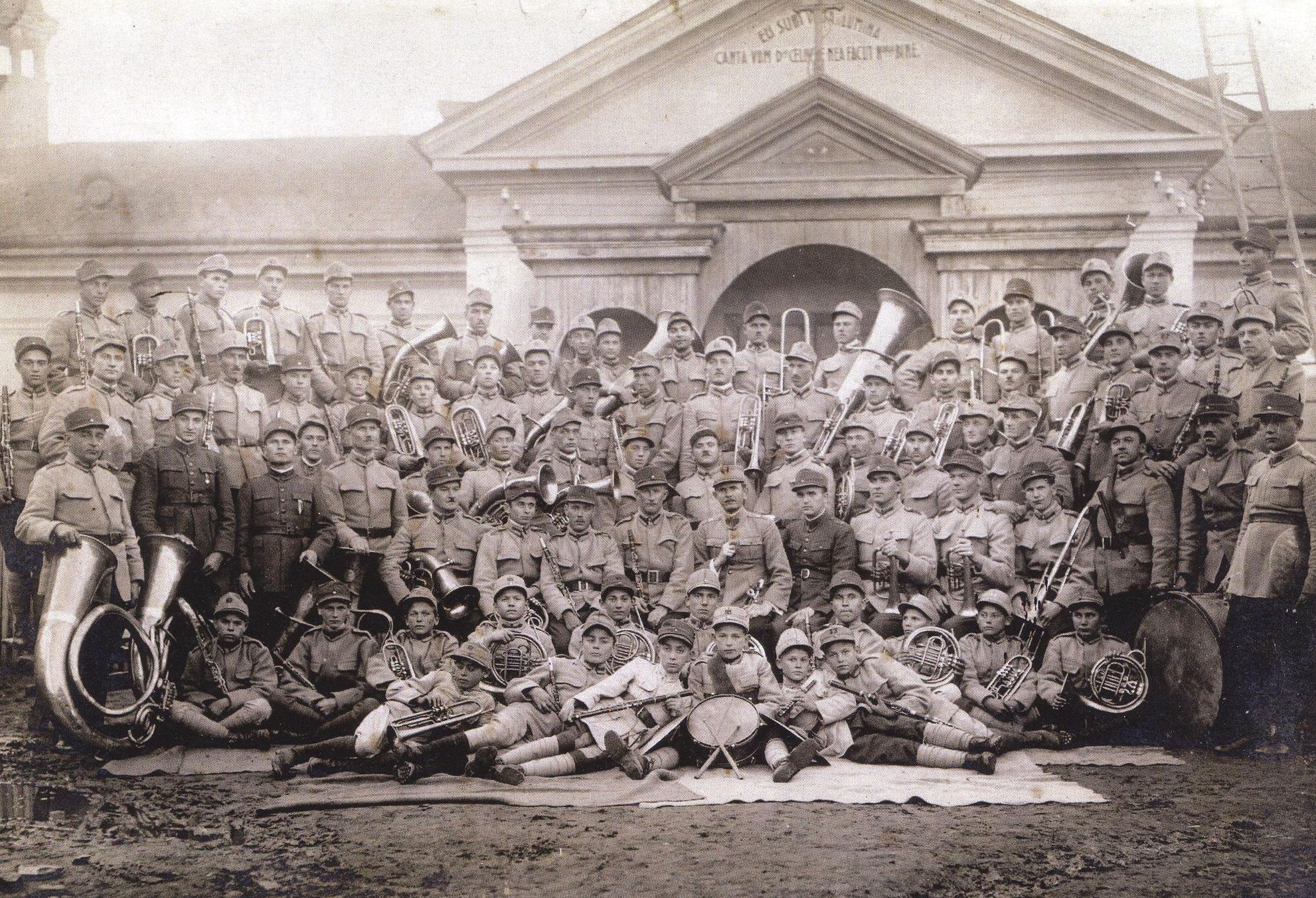
kapela v Kluži 1936

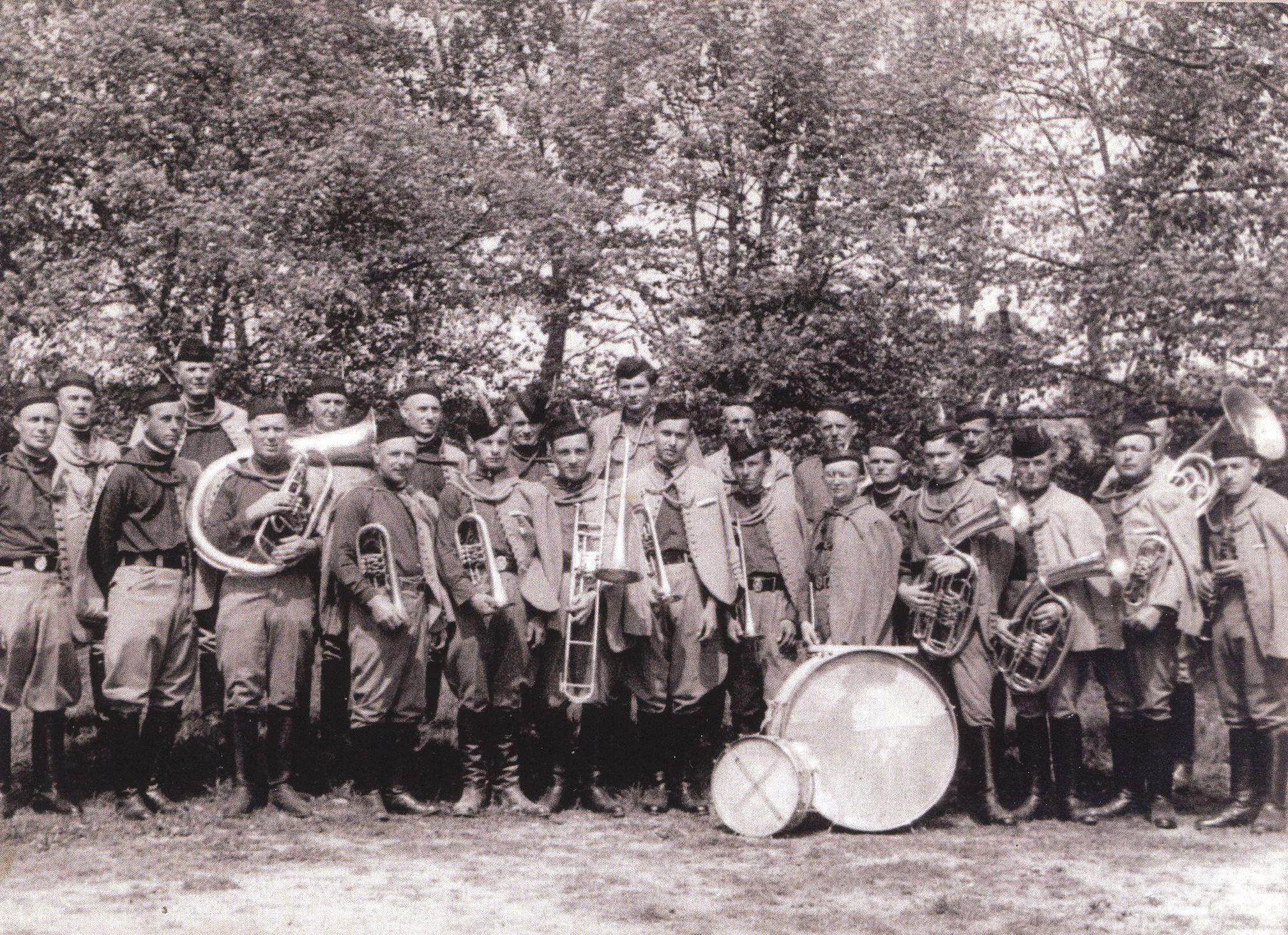
kapela v Rouchovanech 1946

## Biografie
Karel Nebert se narodil v Rouchovanech v domě č. 125. Ve Vídni absolvoval vojenskou internátní školu, poté nastoupil jako hudebník k Rakousko-uherskému pěšímu regimentu č. 62 „Princ Ludvík bavorský“. v roce 1914 byl jeho pluk odvelen na ruskou
frontu, v roce 1916 dostal vyznamenání od Ludvíka III., krále bavorského.
V roce 1920 vstoupil do rumunské armády kde působil jako kapelník u pěšího pluku č. 83 „Tribunul Simion Balint“ v Kluži, kde později zakládá symfonický orchestr. Jeho práce je roku 1937 oceněna rumunským králem Carolem II., který jej jmenuje členem řádu Koruny rumunské v hodnosti rytíře.
V roce 1940 odešel Karel Nebert do penze v hodnosti kapitána, po válce v roce 1946 se rozhodl pro návrat do svého rodiště Rouchovan, kde později koupil dům č. 84.

### Působení v Rouchovanech
Karel Nebert se stal kapelníkem a učitelem hudby ve své rodné obci. Založil sokolskou kapelu, s níž se zúčastnil v roce 1948 posledního Všesokolského sletu.
Na hodech a posvíceních hrála Nebertova dechová hudba, žákovská divadelní představení
se rovněž bez hudby a tance neobešla, stejně tak hudební a sokolské akademie. Začátkem
šedesátých let zkomponoval pro obecni úřad skladbu Ukolébavka, která se hrávala při
slavnostním vítání nových občánků Rouchovan. Při těchto vystoupeních hrával na cello.
Jeho žák a zeť, houslista Jozef Bělík se stal propagátorem jeho skladeb v Česku i v cizině, kde je sám koncertně provozoval.
V roce 1968 přijal pozvání své starší dcery Hildy na vystěhování do západního Německa.
Karel Nebert zemřel ve Freiburgu v Breisgau a je pochován na hřbitově v městské části
Haslach.

### Manželství
- Kateřina Müllerová, původem ze Saska, umírá 1934

synové Karel, Eduard, Wilhelm a dcera Hilda.
- Margit Gidró z rodu Czikkarcfalvi (maďarské národnosti), umírá 27.10.1938

dcera Maria Ilona narozena 31. srpna 1938
- Etel Kubászeková, (slovenské národnosti), svadba 16. prosince 1939

synové Eduard a Wilhelm v roce 1944 zahynuli při bombardování

## Dílo
- Ukolébavka
- Rouchovany Serenáda
- Hortensie. Koncertní valčík